# خواص فیزیکی مواد

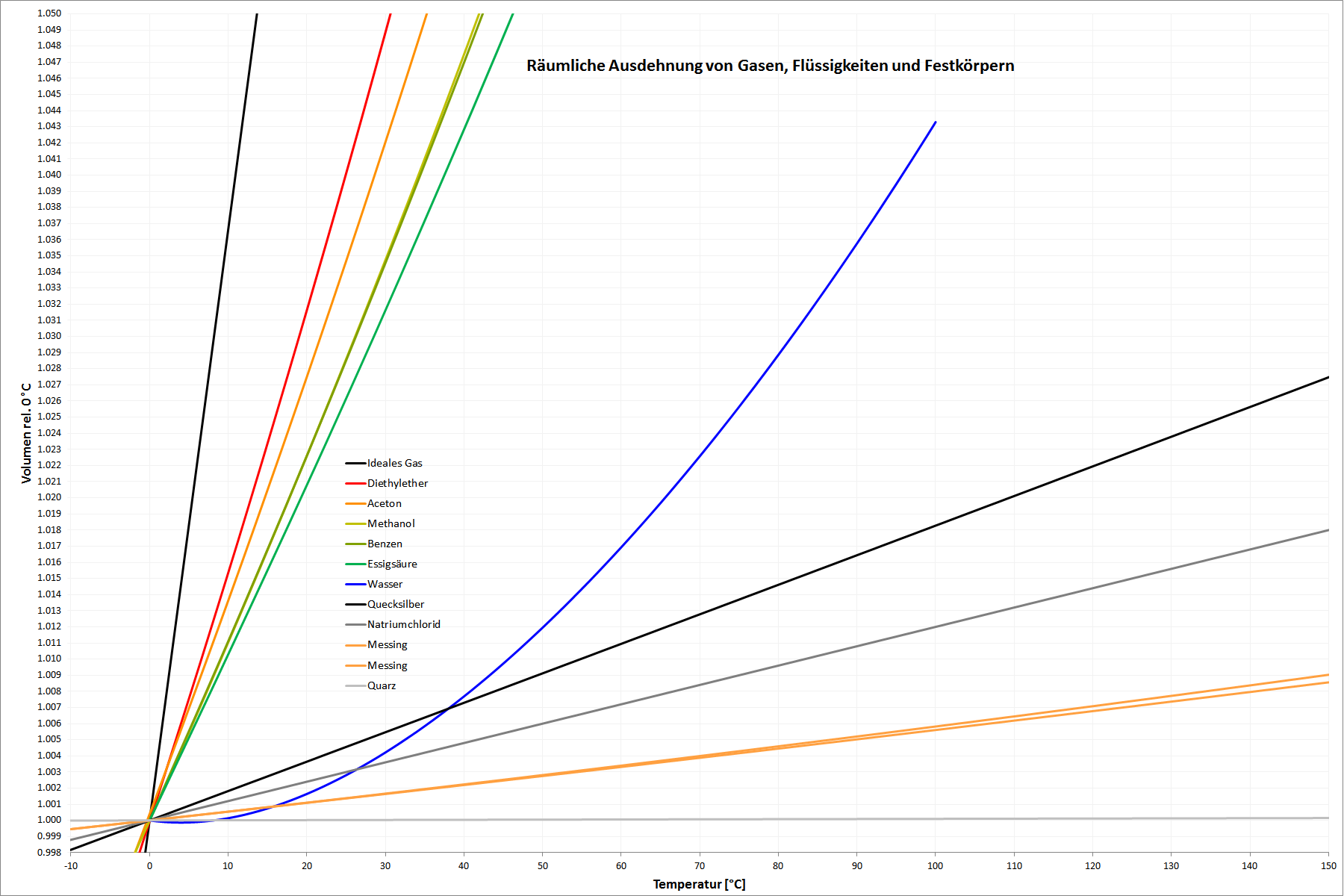
خواص فیزیکی مواد

خواص فیزیکی مواد یا ویژگی‌های فیزیکی هرگونه ویژگی است که قابل اندازه‌گیری باشد، که آن مقدار توصیف حالت یک سیستم فیزیکی است. دگرگونی‌ها در خواص فیزیکی یک سیستم می‌تواند برای توصیف دگرگونی یا تحول آن ماده بین حالت در حال حاضر آن بکار رود. به خواص فیزیکی اغلب به عنوان مشاهدات اشاره شده است. آن‌ها خواص معینی نیستند. ویژگی‌های فیزیکی قابل سنجش مواد کمیت فیزیکی آن‌ها نامیده می‌شود.
خواص فیزیکی اغلب به‌عنوان خواص شدتی و مقداری شناخته شده‌اند. منظور از خاصیت  شدتی این است که  به‌اندازه یا گستردگی سیستم یا به‌مقدار ماده در جسم بستگی ندارد( معمولا هر خاصیتی که به سیستم مرتبط شود را شدتی گویند)، درحالی که ویژگی گسترده یا (مقداری) مادّه یک رابطهٔ افزودنی را نشان می‌دهد. این طبقه‌بندی‌ها به‌طور کلی تنها در مواردی معتبر هستند که تقسیمات کوچکتر نمونهٔ مورد بررسی- وقتی که ترکیب شوند؛ در برخی از فرایندهای فیزیکی یا شیمیایی، تعاملی نداشته باشند.

## خواص فیزیکی
- خواص الکتریکی
  1. مواد از لحاظ خاصیتشان در یک میدان الکتریکی به دسته‌های زیر تقسیم می‌شوند:
    - پاراالکتریک
    - فروالکتریک

  2. مواد از لحاظ خاصیتشان در یک مدار الکتریکی (اعمال جریان) به دسته‌های زیر تقسیم می‌شوند:
    - رسانا
    - نارسانا
    - نیمه‌رسانا
- خواص مغناطیسی
  1. پارامغناطیس
  2. دیامغناطیس
- خواص نوری
- خواص حرارتی
- خواص مکانیکی